# A Rúa
A Rúa (auch La Rúa oder nur Rúa) ist eine spanische Gemeinde (Concello) mit 4.223 Einwohnern (Stand: 2024) in der Provinz Ourense der Autonomen Gemeinschaft Galicien.

## Geografie
A Rúa liegt am östlichen Rand der Provinz Ourense an der Grenze zu dem Provinzen León und ca. 75 Kilometer östlich der Provinzhauptstadt Ourense am Río Síl, der im Süden der Gemeinde die Grenze und den Stausee Encoro de San Martiño bildet, in einer durchschnittlichen Höhe von ca. 315 m. Im Norden befindet sich die Serra do Cereixido mit dem Cabeza Porriñas (1221 m).
Durch A Rúa führt der Camino de Invierno, eine Variante des Jakobswegs.

## Geschichte
In A Rúa de Valdeorras befindet sich die historische Siedlung Forum Cigurrorum, die Heimat der Cigurronen oder Gigurronen, die nach Ptolemäus den Asturen zugerechnet werden. Die Siedlung entstammt der frühen römischen Kaiserzeit. Eine Brücke querte hier den Sil. Unter gotischer Herrschaft wird der Ort als Giorres oder Geures bezeichnet. Zwischen 601 und 631 ist eine Münzstätte nachgewiesen.

## Bevölkerungsentwicklung der Gemeinde
Legende: Rúa___La Rúa___A Rúa 

Quelle: INE-Archiv – grafische Aufarbeitung für Wikipedia

## Gemeindegliederung
Die Gemeinde A Rúa ist in drei Parroquias gegliedert:
| Parroquias          | Patrozinium  | Einwohner 2024 | Fläche km² | Dichte Einw./km² | Höhe msnm | Ortskennzahl |
| ------------------- | ------------ | -------------- | ---------- | ---------------- | --------- | ------------ |
| Roblido             | San Xoán     | 29             | 9,86       | 3                | 715       | 32072010000  |
| A Rúa de Valdeorras | Santo Estevo | 4.104          | 16,47      | 249              | 298       | 32072020000  |
| San Xulián          | San Xulián   | 8              | 9,56       | 1                | 761       | 32072030000  |

## Wirtschaft
| Ackerbau, Viehzucht und Fischerei                                                  | 065   | 04,52  |
| Industrie                                                                          | 0291  | 020,24 |
| Bauwirtschaft                                                                      | 0118  | 08,21  |
| Dienstleistungsbetriebe                                                            | 0964  | 067,04 |
| Total                                                                              | 1.438 | 100,00 |
| * Daten aus dem Statistischen Amt für Wirtschaftliche Entwicklung in Galicien, IGE |       |        |

Wichtigster Wirtschaftszweig ist weiterhin der Weinbau. Die auf dem Gemeindegebiet liegenden Rebflächen gehören zum Weinbaugebiet Valdeorras. Daneben ist A Rúa eine Pendlerstadt für Arbeiter im Schieferabbau.

## Sehenswürdigkeiten
- römische Brücke über den Sil (heute Fußgängerbrücke)
- Stephanuskirche (Iglesia de San Esteban)
- Kirche Unserer Lieben Frau von Fatima (Nosa Señora de Fátima)

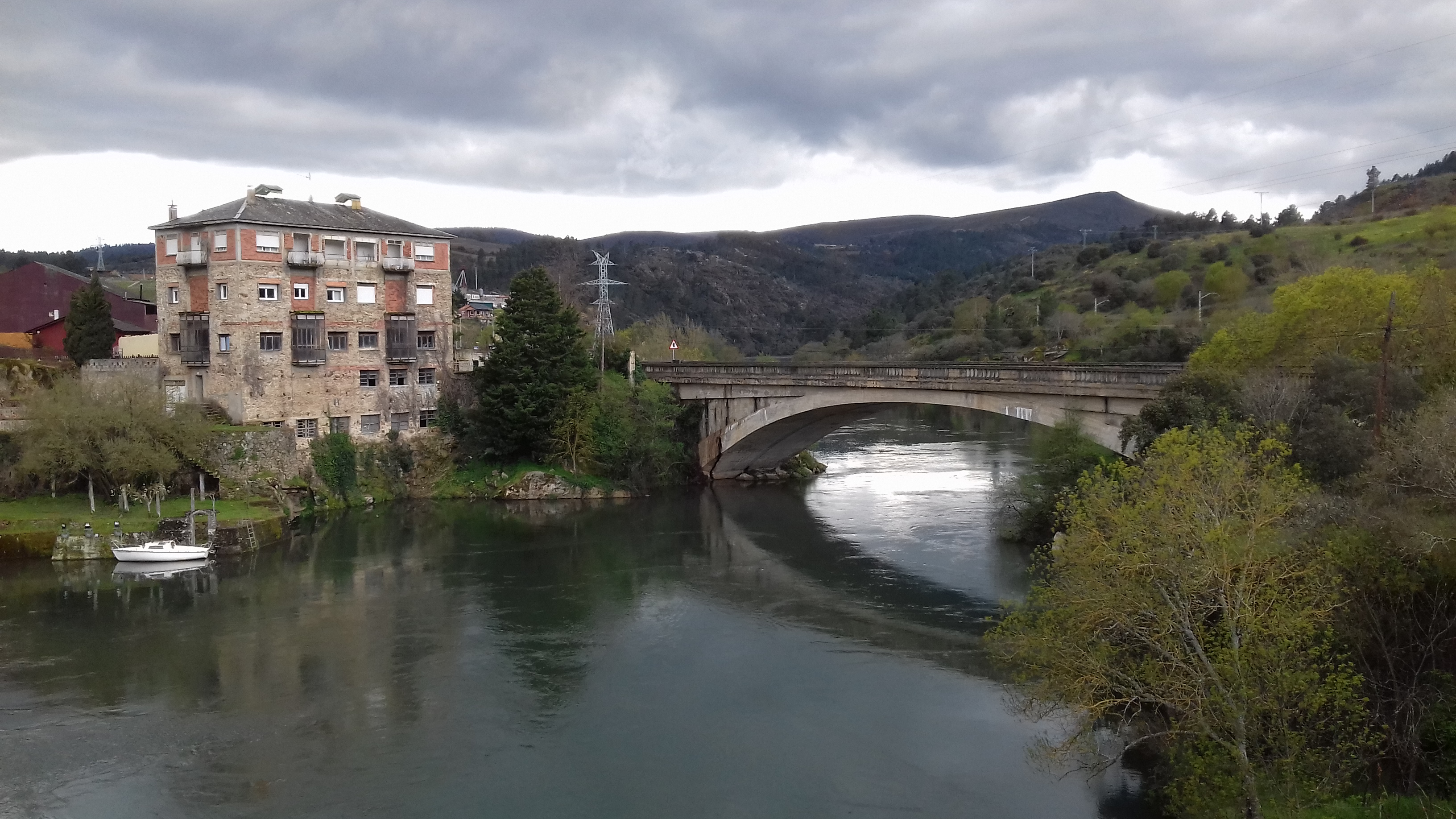
Römische Brücke über den Sil
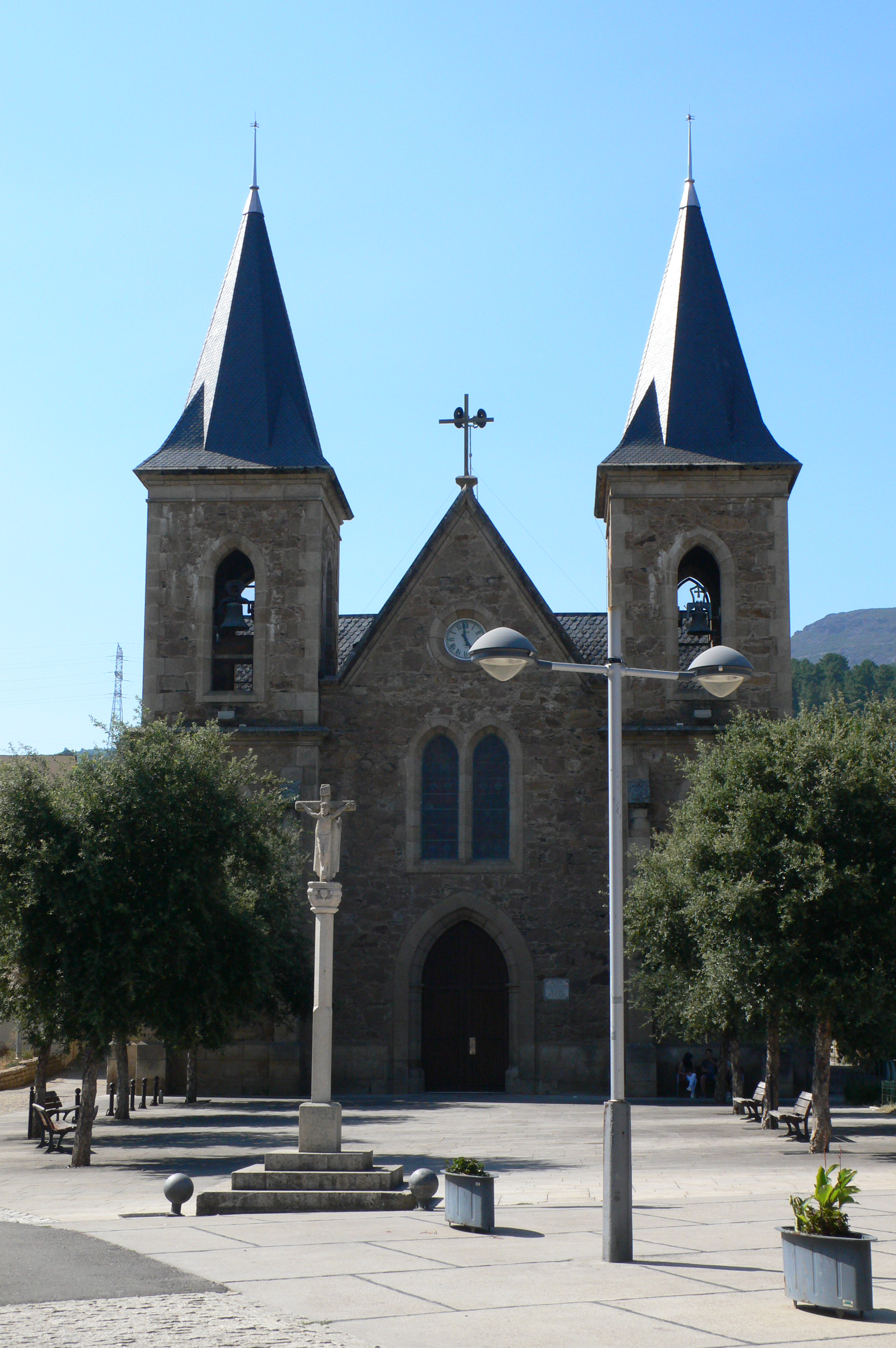
Kirche Nosa Señora de Fátima